# Ukerewe (huyện)
Ukerewe là một huyện thuộc vùng Mwanza, Tanzania. Thủ phủ của huyện Ukerewe đóng tại Kagera. Huyện Ukerewe có diện tích 640 ki lô mét vuông. Đến thời điểm điều tra dân số ngày 25 tháng 8 năm 2002, huyện Ukerewe có dân số 260831 người.